# Caberea sagamiensis
Caberea sagamiensis är en mossdjursart som beskrevs av Silén 1941. Caberea sagamiensis ingår i släktet Caberea och familjen Candidae. Inga underarter finns listade i Catalogue of Life.